# Хопкинс, Стивен (политик)
Стивен Хопкинс (англ. Stephen Hopkins; 7 марта 1707, Провиденс — 13 июня 1785, Провиденс) — американский политический деятель и предприниматель, делегат Олбанского конгресса, участник Американской революции, четырежды губернатор Колонии Род-Айленда и плантаций Провиденса, трижды председатель верховного суда Род-Айленда. В 1774—1776 годах был делегатом на Континентальных конгрессах, подписал декларацию независимости США.

## Биография

### Происхождение и ранние годы
Хопкинс родился в городе Провиденс, столице колонии Род-Айленда и плантаций Провиденса. Он был вторым ребёнком в видной колониальной семье Уильяма и Рут (Уилкинсон) Хопкинс, у которых всего было девять детей. Дед Стивена более 40 лет проработал в качестве депутата и спикера Палаты депутатов провинции. Его бабушка была дочерью Джона Уиппла, одного из первых поселенцев Провиденса, сестрой богатого купца Джозефа Уиппла и тёткой вице-губернатора Джозефа Уиппла-младшего. Прадед Хопкинса, Томас также был переселенцем из Англии, переехав в Америку в 1635 году вместе со своим кузеном Бенедиктом Арнольдом, который стал первым губернатором Род-Айленда согласно королевской хартии 1663 года.
Молодые годы Стивен Хопкинс провёл в лесной местности на севере Провиденса, известной как Чопмист-Хилл. Впоследствии там был образован городок Сичуэйт. Каких-либо учебных заведений поблизости не было, но небольшая коллекция книг, имевшаяся у родителей, была прочитана Хопкинсом с большим удовольствием. Историк Ричман назвал Хопкинса «внимательным и прилежным студентом, посвящавшим всё своё свободное время чтению». А Сэндерсон писал: «Он с ранней юности принялся за изучение книг и людей». От своего деда Самуэля Уилкинсона Хопкинс перенял знания в области полевой геодезии. Он применил их во время составления карты Сичуэйта, а чуть позже и Провиденса. За его дисциплинированность в молодости, в 19 лет Хопкинс получил от отца земельный участок в размере 28 гектар, и ещё 36 гектар ему передал дед.

### Политическая карьера

#### Первые годы государственной службы

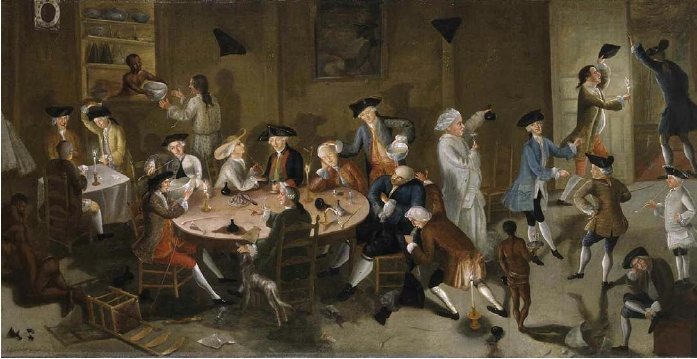
Хопкинс (спит за столом) вместе с другими купцами из Род-Айленда на картине Джона Гринвуда

Хопкинс поступил на государственную службу в возрасте 23 лет в 1730 году, когда он стал третейским судьёй в только что основанном городке Сичуэйт. Эту должность он занимал до 1735 года. Кроме этого Хопкинс стал муниципальным секретарём Сичуэйта в 1731 году и работал на этом посту 11 лет до 1742 года, когда вернулся в Провиденс. С 1736 по 1746 год Стивен занимал должность судьи низшей инстанции общих жалоб и генеральных собраний, последние пять лет будучи секретарём этого учреждения. Хопкинс также был президентом городского совета, членом и спикером палаты депутатов с 1744 по 1751 год.
В 1742 году Хопкинс продал свою ферму в Сичуэйте и поселился в Провиденсе. Здесь он посвятил себя коммерческой деятельности, которая впоследствии очень сильно поспособствует росту тогда ещё небольшого города. Он вместе с двумя другими предпринимателями занялся строительством и снабжением кораблей. В середине 1750-х годов бостонский портретист Джон Гринвуд получил заказ на написание сатирической картины от группы морских капитанов и торговцев, включая Хопкинса. Художник изобразил 22 человека в таверне, в том числе и себя. Через некоторое время Хопкинс вместе с четырьмя братьями Браун — Мозесом, Николасом, Йозефом и Джоном занялся производством чугуна и пушек, которые впоследствии были использованы во время войны за независимость США. Сын Стивена, Руфус Хопкинс управлял предприятием в течение четырёх последующих десятилетий.
В 1754 году в городе Олбани собрались делегаты колоний для обсуждения мер обороны против Франции. Хопкинс прибыл на Олбанский конгресс как депутат от колонии Род-Айленд. Он был членом комитета, которому было поручено разработать план объединения колоний, известный как «Олбанский план».

#### Верховный судья
В мае 1747 Хопкинс впервые назначен членом верховного суда Род-Айленда. В 1751 году Хопкинс стал председателем суда; эту должность он занимал до 1755 года, когда стал губернатором. Во время своего второго губернаторского срока Хопкинс одновременно в течение года вновь работал верховным судьёй (1761—1762). Наконец в 1770 году Стивен в третий и последний раз был утверждён на пост председателя верховного суда и прослужил до октября 1775 года, параллельно являясь делегатом Второго Континентального конгресса.

#### Губернатор

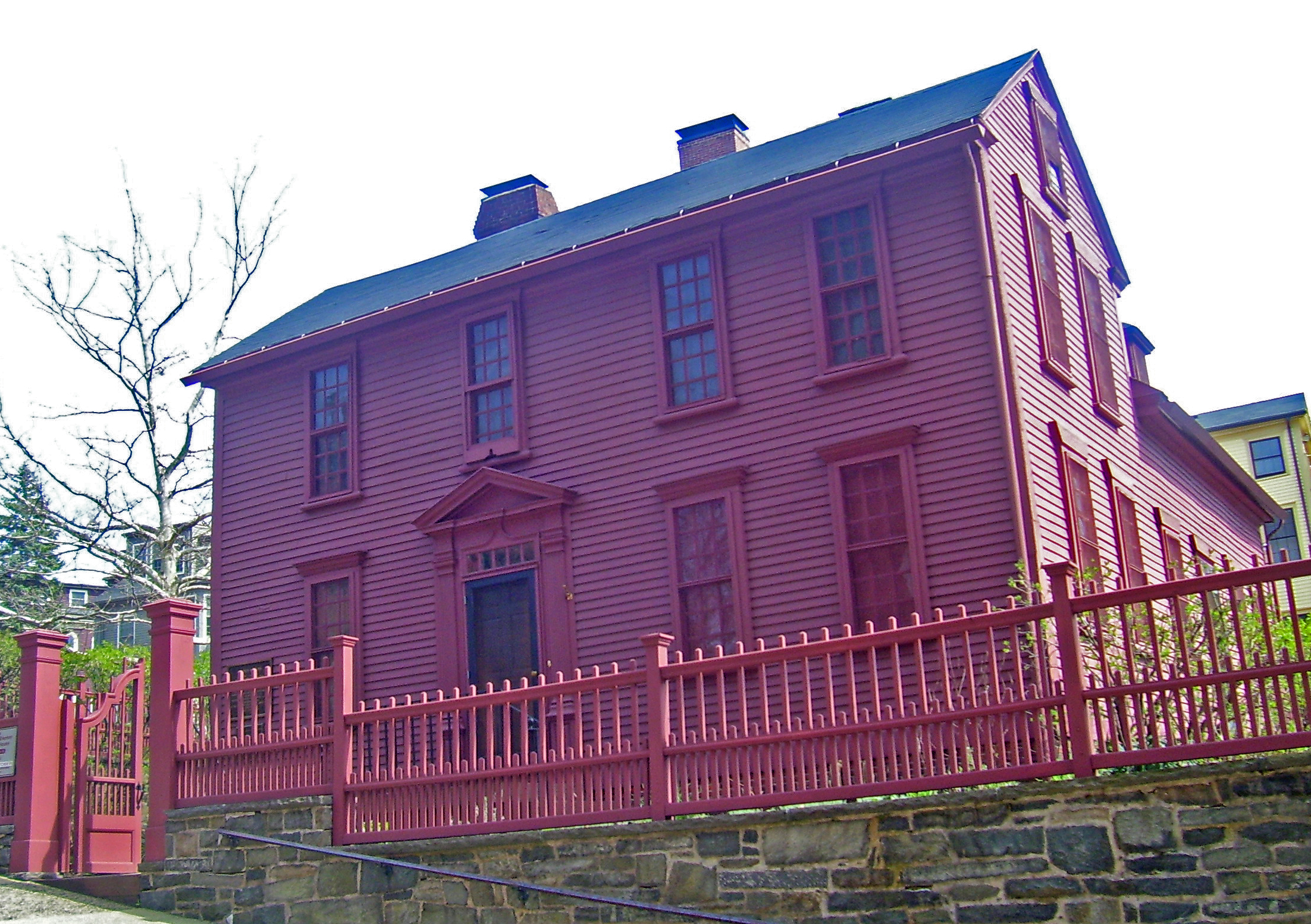
Губернаторский дом Стивена Хопкинса

В 1755 году Хопкинс был впервые избран губернатором, победив с небольшим отрывом своего предшественника, Уильяма Грина. Последующий год был занят законодательной деятельностью и работой, связанной с готовящейся войной с Францией. Провал экспедиции Брэддока и последовавшее взятие французами форта Краун-Пойнт вынудило Род-Айленд послать войска в Олбани. Годом ранее Хопкинс был делегатом на конгрессе в Олбани, который была созван для обсуждения проблем общей обороны всех колоний, а также для проведения конференции вместе с пятью индейскими племенами по вопросам противодействия французскому вторжению. Там также был рассмотрен план Бенджамина Франклина, предполагавший объединение колоний, однако предложение было отвергнуто как в Америке, так и в Британии. 500 жителей Род-Айленда по решению генеральной ассамблеи были рекрутированы для сражения на озере Джордж.
После двухлетнего пребывания в должности Хопкинс проиграл Уильяму Грину в споре за губернаторский пост, но последний умер в 1758 году, и Стивен снова стал губернатором. Самым спорным вопросом того времени было использование металлических денег или замены их на бумажные, и Хопкинс стал сторонником второго варианта. Ещё одной проблемой стало противопоставление интересов Провиденса интересам Ньюпорта. Некоторое время Хопкинс был политическим оппонентом Сэмюэля Уорда, который был принципиальным сторонником монет. Кроме этого его родным городом был Ньюпорт. Спор зашёл так далеко, что Хопкинс подал иск о клевете против Уорда на сумму 40000 фунтов. Судебное разбирательство было перенесено в Массачусетс. Хопкинс проиграл, и был вынужден оплатить все расходы.
В течение 10 лет два политика, каждый из которых возглавлял мощные политические группировки, меняли друг друга на посту губернатора. Уорд был лидером обеспеченных и консервативных жителей Ньюпорта, Наррагансетта и округа Кент, а Хопкинс представлял быстроразвивающиеся графства Провиденс и Бристоль. Двух губернаторов сравнивали с гладиаторами на арене, жаждущими смерти друг друга. Хопкинс впервые проиграл Уорду выборы в 1762 году.
В 1763 году Хопкинс вернул себе губернаторский пост. В следующем году два политика предприняли первые шаги к примирению. Уорд написал Хопкинсу, предлагая отказаться от претензий на первый пост в колонии. В тот же день Хопкинс, не знавший о письме, предложил Уорду должность вице-губернатора, освободившеюся после смерти Джона Гарднера. Несмотря на то, что оба не приняли предложения друг друга, всё это стало первым этапом к будущему сотрудничеству между двумя политическими оппонентами.
К концу третьего срока Хопкинса одним из важнейших вопросов стало объединение разделённых колоний в единое целое. В начале 1765 года британский парламент принял Акт о гербовом сборе. Этот закон представлял собой новую схему налогообложения американских колоний, которая предполагала, что все коммерческие и правовые документы должны быть написаны на специальной гербовой бумаге, продаваемой по фиксированной цене государственными служащими. Кроме этого дополнительным налогом обложили газеты. Парламент ввёл пошлины на сахар, кофе и некоторые другие товары, а также установил определённый минимум дерева и железа, который колонисты были обязаны экспортировать в Британию.
Весть о законе возмутила колонистов, и Сэмюэл Адамс из Массачусетса предложил всем колониям прислать делегатов на встречу в Нью-Йорке для обсуждения путей освобождения от новых налогов. В августе 1765 года, когда Уорд был губернатором, Генеральная ассамблея Род-Айленда приняла резолюции, последовав указаниям Патрика Генри из Вирджинии. Ответственным за соблюдение правил оформления документов был назначен генеральный прокурор Огастес Джонсон, который отказался от должности, так как был противником закона. Ассамблея вновь встретилась в Ист-Гринвиче в сентябре 1765 года, выбрав делегатов на конгресс в Нью-Йорке и сформировав комитет для обсуждения Акта о гербовом сборе. В конце концов закон был отменён в 1766, колонисты были удовлетворены этим. Дискуссии об объединении колоний и даже независимости на некоторое время были прекращены.
Другим важным событием, повлиявшим на будущее Род-Айленда стало нахождение согласия между Хопкинсом и Уордом. В 1764 году был издан закон об образовании Колледжа Род-Айленда. Оба политика горячо поддерживали идею об учреждении высшего образования в колонии. И Хопкинс, и Уорд стали попечителями колледжа. Хопкинс оказывал щедрую поддержку учреждению, и стал первым ректором; эту должность он занимал до своей смерти в 1785 году.
В 1767 году Хопкинс с большим перевесом над Уордом в очередной раз выиграл губернаторские выборы. На следующий год Стивен предложил своему противнику отказаться от участия в будущих выборах и принять компромиссную кандидатуру. Уорд согласился, и новым губернатором стал Джозайя Линдон. Двое бывших политических оппонента встретились и положили начало сердечной дружбе, которую они поддерживали всю оставшуюся жизнь.

#### «Права колонистов»
В ноябре 1764 года Генеральная ассамблея Род-Айленда выпустила памфлет «Права колонистов» (англ. «The Rights of Colonies Examined»), автором которого был Стивен Хопкинс. Эта брошюра благодаря широкому распространению, а также резкой критике налогообложения и парламента и в частности готовящегося Акта о гербовом сборе закрепила за Хопкинсом репутацию революционного лидера. Текст начинался со слов «Свобода — это величайшее благо, которое может заполучить человек, а рабство самый непростительный порок, на который способна человеческая природа» и представлял собой чёткий и логичный анализ взаимоотношений колоний и метрополии. Памфлет получил широкую огласку и одобрение во всех колониях. Историк Томас Бикнелл назвал его «самым значимым документом, который был выпущен перед Американской революцией». Губернатор Массачусетса Томас Хатчинсон писал о памфлете: «Он был воспринят с высоким напряжением, большим чем что-либо другое присланное из колоний». Брошюра произвела такое сильное впечатление, что Хопкинса стали считать лидером общественного мнения Род-Айленда, примерно как Сэмюэля Адамса в Массачусетсе или Томаса Джефферсона в Вирджинии.

#### Континентальные конгрессы

Картина Джона Трамбулла «Декларация независимости». Стивен Хопкинс стоит на дальнем плане в шляпе

В 1774 году был собран Первый Континентальный конгресс. Стивен Хопкинс и Сэмюэл Уорд были выбраны делегатами от Род-Айленда. Хопкинс был самым старшим из депутатов конгресса и единственным, кто также принимал участие в работе конгресса в Олбани двадцать лет назад. За несколько предыдущих лет у Стивена развился паралич в руках, что сильно сказалось на его возможностях работать и писать.
Конгресс был созван для выражения протеста действиям Британии и сохранения привилегий 13 колоний. И Хопкинс, и Уорд высказали предположение о том, что путь к независимости будет лежать через войну. На конгрессе Хопкинс сказал своим коллегам: «Порох и пули решат этот вопрос. Только ружьё и штык закончат противостояние, в котором мы участвуем, и любому из вас, кто не может понять этот путь улаживания конфликта, лучше удалиться».. Однако большая часть делегатов не были настолько радикальны, и не поддержали идею о независимости.
Хопкинс был выбран и во Второй Континентальный конгресс, который собрался 10 мая 1775 года после апрельских сражений при Лексингтоне и Конкорде. В начале большая часть представителей колоний также как и на Первом Континентальном конгрессе не хотели конфликта и отделения от метрополии, однако после усугубления отношений с Великобританией конгресс в июле 1776 года принял Декларацию независимости США. В декабре 1775 года Хопкинс состоял в комитете, ответственном за обеспечение колоний военно-морским вооружением. Его знания, приобретенные во время занятия кораблестроением, стали полезными при создании Континентального флота. Работая в комитете, Хопкинс сыграл важную роль в разработке морского законодательства. Первая американская морская эскадра вышла в открытое море 18 февраля 1776 года. Стивен использовал своё влияние для того, чтобы командующим флотом был назначен его брат Изек Хопкинс.
4 мая 1776 года Генеральная ассамблея Род-Айленда единогласно объявила о независимости колонии от Великобритании. Через два месяца 4 июля 1776 года Континентальный конгресс принял Декларацию независимости США. Хопкинс из-за усугубившегося паралича в руках был вынужден при подписании документа поддерживать свою правую руку левой, отметив: «в отличие от моей руки моё сердце не дрожит».

### Последние годы жизни
В сентябре 1776 года по причине своего слабого здоровья Хопкинс был вынужден покинуть Второй Континентальный конгресс и вернуться в свой дом в Род-Айленде, однако он оставался депутатом членом Генеральной ассамблем Род-Айленда в 1777—1779 годах. Хопкинс умер 13 июля 1785 года в возрасте 78 лет в своём доме в Провиденсе и был похоронен на кладбище Норт-Бюриал-Граунд.

## В искусстве
- В мюзикле Шермана Эдвардса[англ.] «1776»[англ.], посвящённом событиям вокруг принятия и подписания Декларации независимости США, Стивен Хопкинс — один из главных персонажей, в оригинальном актёрском составе сыгранный Роем Пулом. Он изображен здравомыслящим, но сварливым и независимым политиком, злоупотребляющим алкоголем, но благодаря своим личностным качествам сохраняющем сплочённость Конгресса.

### В кино
- «Джон Адамс» (2008) — Эпизодическую роль Стивена Хопкинса, как делегата Второго Континентального конгресса, во второй серии под названием «Независимость» (англ. «Independence») сыграл Джон О’Кри.

## Комментарии
1. ↑  англ. a close and severe student, filling up all the spare hours of his life with reading
2. ↑  англ. He attached himself in early youth to the study of books and men.
3. ↑  англ. Liberty is the greatest blessing that men enjoy, and slavery the heaviest curse that human nature is capable of
4. ↑  англ. the most remarkable document that was issued during the period preceding the War of the Revolution
5. ↑  англ. it was conceived in a higher strain than any that were sent out by other colonies.
6. ↑  англ. Powder and ball will decide this question. The gun and bayonet alone will finish the contest in which we are engaged, and any of you who cannot bring your minds to this mode of adjusting the quarrel, had better retire in time